# Fontanella della Scrofa
Fontanella della Scrofa är en dricksvattenfontän i hörnet av Via della Scrofa och Via dei Portoghesi i Rione Sant'Eustachio i Rom. Fontänen beställdes av påve Gregorius XIII (1572–1585) och förses med vatten från Acqua Vergine. 

## Beskrivning
Fontänen var ursprungligen belägen längre söderut vid Via della Scrofa, men år 1874 flyttades den till sin nuvarande plats i hörnet av Via della Scrofa och Via dei Portoghesi. På den ursprungliga platsen finns fontänens relief kvar. Den visar en sugga (italienska: scrofa), ur vars gap vattnet tidigare porlade. Reliefen omnämns i ett dokument från år 1445 och kan vara ett fragment från en antik relief.
En plakett nedanför reliefen anger att fontänen tidigare var belägen på denna plats och att den flyttades år 1874.

## Bilder
| - Fontänens nuvarande plats i hörnet av Via della Scrofa och Via dei Portoghesi. - Fontänen markerad på en karta från år 2021. |